# Edith Massey
Edith Massey (San Francisco, 28 maggio 1918 – Los Angeles, 24 ottobre 1984) è stata un'attrice e cantante statunitense.
È conosciuta soprattutto per i suoi ruoli in alcuni film di John Waters.

## Biografia
Edith Massey crebbe in un orfanotrofio fino all'età di 15 anni; fu ingaggiata come cameriera fino a quando non ne poté più e scappò di casa. Fu però fermata immediatamente dalla polizia e messa in un riformatorio. Dopo aver scontato la pena, partì in autostop per Los Angeles, dove cominciò e vendere matite e pettini. Finì a lavorare come ballerina di tip-tap in un locale di spogliarelliste, finché non si annoiò al punto di saltare su un treno merci per San Francisco e diventare una entraineuse.
Nel 1946 sposò un soldato a Reno; dichiarò quello il giorno più bello della sua vita. Il matrimonio durò circa 5 anni fino a quando lei non lo lasciò perché troppo irrequieta. Fece nuovamente l'autostop stavolta attraversando l'intera America, fermandosi a lavorare nei bar. A Chicago fu anche la tenutaria di una casa chiusa.
Si trasferì a Baltimora, quando la polizia cominciò a dare la caccia a noi B-Girls. Trovò lavoro al Pete's Motel, un bar sul mare, dove incontrò John Waters che la scritturò per una parte nel film Multiple Maniacs (1970). Dopodiché la Massey aprì un negozio dell'usato che prosperò per tanti anni. Interpretò i ruoli della Donna Uovo in Pink Flamingos (1972), Zia Ida in Female Trouble (1974), Regina Carlotta in Nuovo punk story (1977), e "Coccole" in Polyester (1980).
Arrotondava lo stipendio posando come modella per una compagnia di biglietti di auguri e registrò un disco punk nel 1977, Hey Punks, Get Off the Grass!, che conteneva una reinterpretazione di Big Girls Don't Cry, ed ebbe un modesto successo.
Stabilitasi in California, morì di cancro nel 1984, circondata dalla sua famiglia, amici e fan.

## Filmografia

### Attrice
- Arrivederci in Francia (Arise, My Love, 1940)
- Multiple Maniacs (1970), regia di John Waters
- Pink Flamingos (1972), regia di John Waters
- Female Trouble (1974), regia di John Waters
- Nuovo punk story (Desperate Living, 1977), regia di John Waters
- Polyester (1981), regia di John Waters
- Mutants in Paradise (1984), regia di Scott Apostolou

### Sé stessa
- Love Letter to Edie (1975), documentario cortometraggio
- Edith's Shopping Bag (1976), documentario
- My Breakfast with Blassie (1983)
- Divine Trash (1998), documentario
- In Bad Taste (2000), documentario
- Midnight Movies: From the Margin to the Mainstream (2005), documentario
- I Am Divine (2013), documentario

## Discografia
- Big Girls Don't Cry / Punks, Get Off The Grass (Egg Records 7", 1982)